# Allantodia quadrangulata
Allantodia quadrangulata là một loài thực vật có mạch trong họ Woodsiaceae. Loài này được W.M. Chu miêu tả khoa học đầu tiên năm 1981.